# Kiels Mountain
Kiels Mountain är ett berg i Australien. Det ligger i regionen Sunshine Coast och delstaten Queensland, omkring 90 kilometer norr om delstatshuvudstaden Brisbane. Toppen på Kiels Mountain är 657 meter över havet, eller 618 meter över den omgivande terrängen. Bredden vid basen är 5,3 km.
Kiels Mountain är den högsta punkten i trakten. Närmaste större samhälle är Caloundra, omkring 20 kilometer sydost om Kiels Mountain. 
I omgivningarna runt Kiels Mountain växer i huvudsak städsegrön lövskog. Runt Kiels Mountain är det tätbefolkat, med 442 invånare per kvadratkilometer. Genomsnittlig årsnederbörd är 1 778 millimeter. Den regnigaste månaden är januari, med i genomsnitt 345 mm nederbörd, och den torraste är september, med 40 mm nederbörd.